# Edmund Śliwa
Edmund Śliwa (ur. 11 lutego 1925 w Węgrzynie, zm. 23 grudnia 2012) – polski entomolog.

## Życiorys
W 1951 uzyskał stopień magistra inżyniera w Szkole Głównej Gospodarstwa Wiejskiego w Warszawie, w 1966 obronił doktorat, a w 1988 habilitował się w Instytucie Badawczym Leśnictwa. 
Opracował rejonizację występowania pierwotnych szkodników sosny, jest autorem ponad 300 publikacji, w tym kilku monografii dotyczących szkodników leśnych m.in. Szkodniki korzeni drzew i krzewów. Edmund Śliwa był kierownikiem naukowym pięćdziesięciu akcji zwalczania szkodników w lasach Polski. Został odznaczony Zespołową Nagrodą Państwową II stopnia oraz Złotym Krzyżem Zasługi. 